# التراجع في النشر الأكاديمي

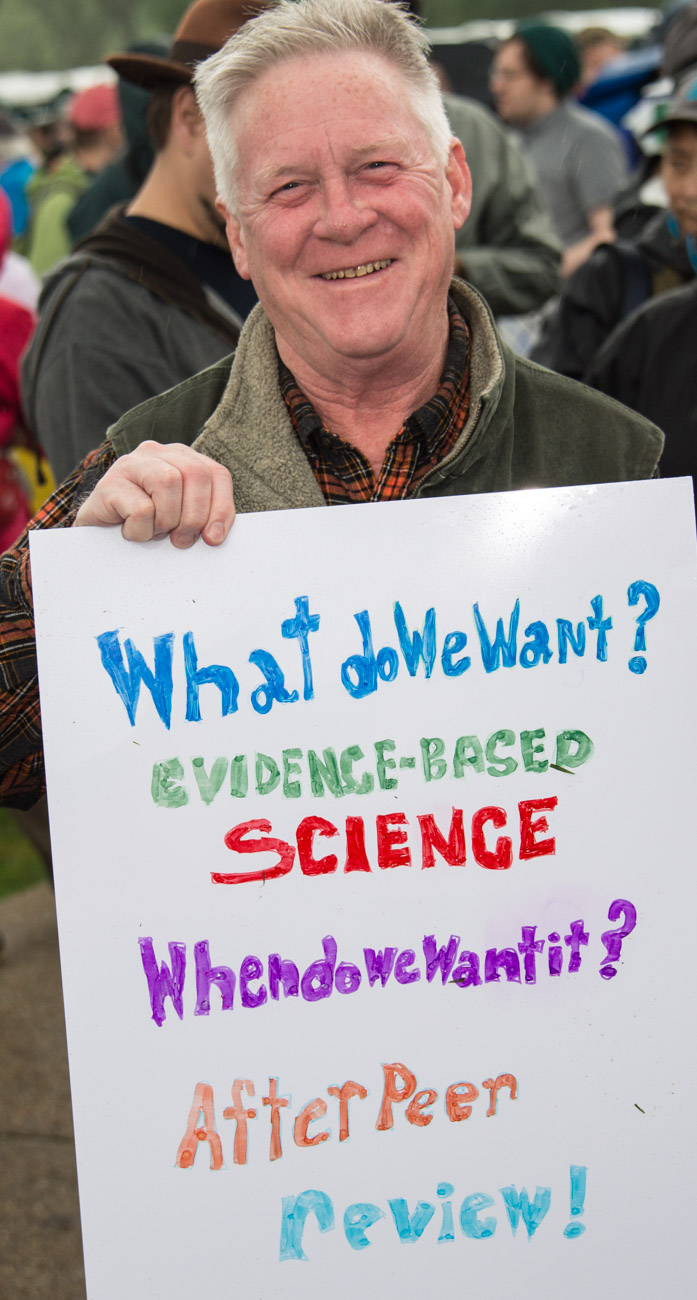

في النشر الأكاديمي، يحدث التراجع عن ورقة منشورة في دورية أكاديمية من خلال إزالتها أو حذفها من تلك الدورية. عادة ما تقوم الدوريات الموجودة على الإنترنت بحذف المقالة أو الورقة من موقعها أو لا تسمح بالوصول إليها.
قد يُشرع في التراجع عن طريق محرري المجلة أو مؤلفي المقالات (أو مؤسساتهم). تكون عمليات التراجع في بعض الحالات مصحوبة بالإعتذار عن الخطأ السابق أو التعبير عن الامتنان للأشخاص الذين نبهوا المؤلف على الخطأ.
يمكن تسمية أي سحب جزئي للمحتوى وليس التراجع الكامل بأنه عملية تصحيح. وهذا موجود في العديد من الأمثلة على المنشورات العلمية المتراجعة. توفر مدونة مراقب الأبحاث المسحوبة بعد النشر تحديثات حول حالات التراجع الجديدة، وتناقش القضايا العامة المتعلقة بعمليات التراجع.

## أسباب التراجع
- التراجع بسبب خطأ
- التراجع بسبب الاحتيال أو سوء السلوك
- التراجع المتعلق بمصدر البيانات
- التراجع المتعلق بقضايا العلاقات العامة